# 武汉城市建设学院

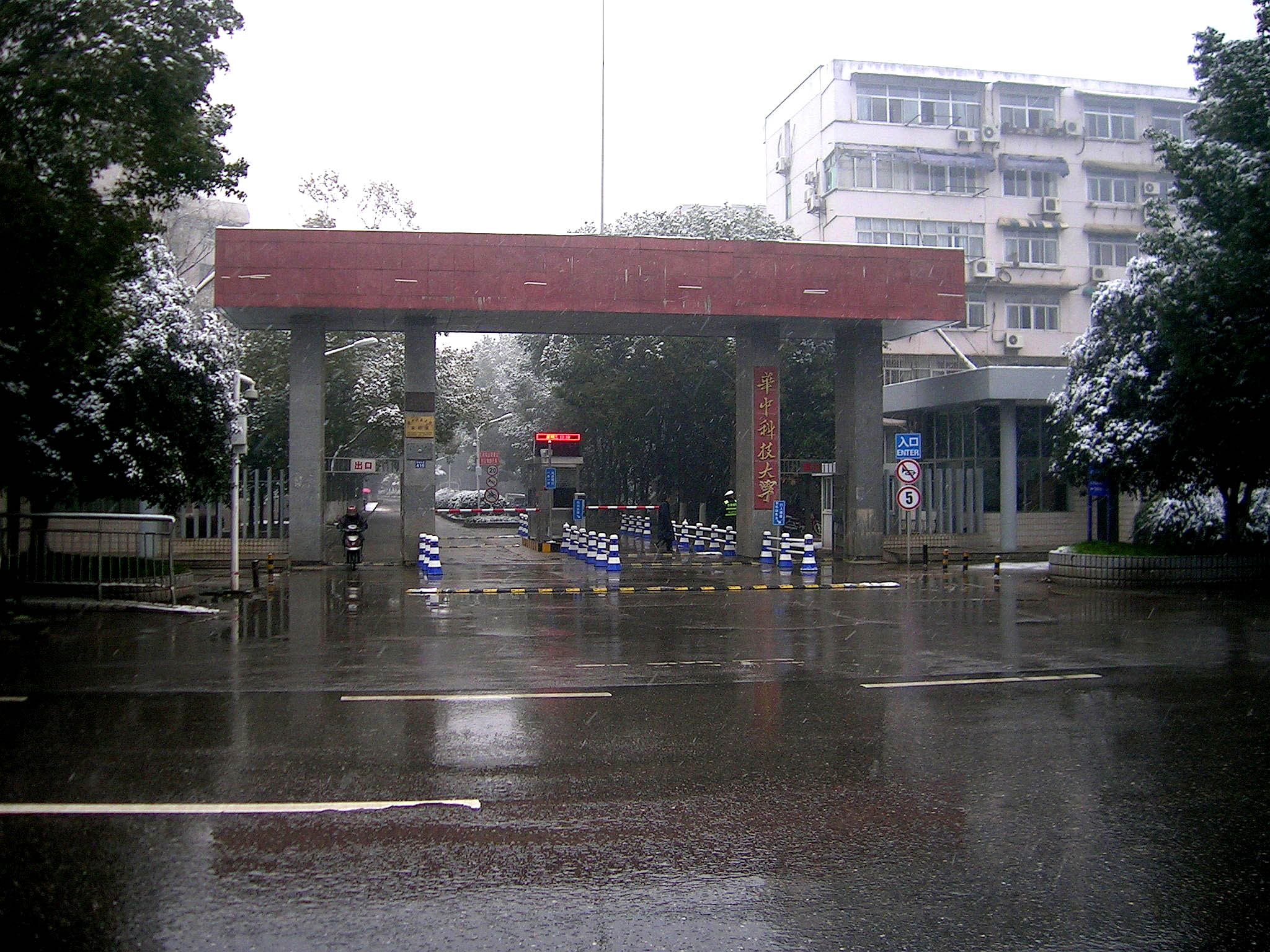
武汉城建学院校门（今华中大东区大门）

武汉城市建设学院，是1981年到2000年存在于中国武汉市的一所学校，现在相关院系已经被合并到华中科技大学中。

## 历史沿革
- 1952年12月3日，由中南地区的郑州高等工程学校 、武昌高等工程学校、 浜土木技校、长沙楚怡高等工程学校、长沙市政工程学校、湘乡高等工程学校等六所学校土木工程专业组成的中南建筑工程学校在江西庐山成立。
- 1953年学校迁入武昌，校址设在武昌马鞍山，校名改为武昌建筑工程学校。同年，广州珠江水利学校土木本科师生并入该校。
- 1958年5月，学校升格为大专，定名为武汉建筑工程专科学校，同年年底更名为武汉建筑工业学院。
- 1960年，易名为武汉城市建设学院。
- 1961年，中南给排水设计院专科学校给排水专业师生并入该院。
- 1964年10月，定名为武汉建筑工程学校。
- 1971年7月，北京建筑工业学院搬至湖北武汉与同属建工部的武汉建筑工程学校合并，更名为湖北建筑工业学院
- 1978年2月，湖北建筑工业学院被列为新增的全国重点大学，重新新划归国家建筑局领导，并更名为武汉建筑材料工业学院[1]
- 1980年，经国务院批准，武汉建材学院在原北京建筑工业学院旧址成立了北京研究生部
- 1981年，学校获得了无机非金属材料学科博士学位授予权和结构工程等7个学科硕士学位授予权，成为首批获得博士学位授予权的高校
- 1981年7月，武汉建筑材料工业学院（原武汉城市建设学院部分）分建武汉城市建设学院(1985年8月，武汉建筑材料工业学院更名为武汉工业大学)
- 1983年8月，新校址在武汉东湖之滨、马鞍山麓动工。
- 1999年，在校本专科学生近5000人，硕士研究生70人，成人教育学生3200余人。教职员工1000余人。
- 2000年5月26日，华中理工大学、同济医科大学、武汉城市建设学院合并，学校中文名称更改为华中科技大学，武汉城建学院校园现为华中科技大学东校区。